# Khế ước xã hội (sách)
Du Contrat Social ou Principes du droit politique - Khế ước Xã hội hay Những nguyên tắc của luật công là một tác phẩm về tư tưởng triết học chính trị và được viết bởi Jean-Jacques Rousseau, xuất bản năm 1762. Tác phẩm đã tạo nên một bước ngoặt quyết định cho thời hiện đại và là một trong những văn bản lớn của triết học chính trị và xã hội, với việc khẳng định nguyên tắc chủ quyền của nhân dân dựa trên các quan niệm về tự do, bình đẳng và nguyện vọng chung.

### Tiếng Anh
- Bertram, Christopher (2003). Rousseau and the 'Social Contract'. Routledge.
- Incorvati, Giovanni (2012) “Du contrat social, or the principles of political right(s). Les citoyens de Rousseau ont la parole en anglais”, in: G. Lobrano, P.P. Onida, Il principio della democrazia. Jean-Jacques Rousseau Du Contrat social (1762), Napoli, Jovene, p. 213-256.
- Williams, David Lay (2014). Rousseau's 'Social Contract': An Introduction.  Cambridge University Press.
- Wraight, Christopher D. (2008). Rousseau's The Social Contract: A Reader's Guide. London: Continuum Books.

### Tiếng Pháp

#### Toàn văn
- Jean-Jacques Rousseau, Du contrat social, Flammarion, GF, 2001 (préface de Bruno Bernardi)
- Jean-Jacques Rousseau, Œuvres complètes, éd. B. Gagnebin et M. Raymond, Gallimard, 1961-1995, 5 volumes

### Tiếng Anh
- The Social Contract translated 1782 by G. D. H. Cole at constitution.org
- The Social Contract Public domain audiobook G. D. H. Cole translation
- The Social Contract English translation audiobook on LibriVox.org
- Catholic Encyclopedia Based on an article critical of The Social Contract, written in 1908.
- SparkNotes entry on The Social Contract
- Rousseaus Gesellschaftsvertrag in Kurzform
- A site containing The Social Contract, slightly modified for easier reading
- The Social Contract trên chương trình In Our Time của BBC. (Nghe tại đây)
- Du contrat social, or the principles of political right(s) Lưu trữ ngày 28 tháng 11 năm 2021 tại Wayback Machine

### Tiếng Pháp
- Du contrat social Texte Du contrat social sur MetaLibri Digital Library
- Livre audio mp3 gratuit 'Du contrat social' de Jean-Jacques Rousseau.
- Jean-Pierre Marcos, La société générale du genre humain Lưu trữ ngày 26 tháng 4 năm 2014 tại Wayback Machine, Reprise et critique rousseauiste de la réponse de Diderot au « raisonneur violent » dans l'article Droit naturel de L'Encyclopédie - Les Papiers du Collège international de philosophie - Papiers no 28 - Février 1996